# Tomora
Tomora is een gemeente (commune) in de regio Kayes in Mali. De gemeente telt 32.200 inwoners (2009).